# Gila alvordensis
Gila alvordensis és una espècie de peix cipriniforme de la família dels ciprínids.

## Morfologia
Els mascles poden assolir els 14 cm de longitud total.

## Distribució geogràfica
Es troba al sud-est d'Oregon i al nord-oest de Nevada (Estats Units).